# Hi Fly Malta
Hi Fly Malta é uma companhia aérea charter maltesa com sede no Aeroporto Internacional de Malta e subsidiária da companhia aérea charter portuguesa Hi Fly.

## História
A Hi Fly Malta iniciou suas operações no início de 2013 com um Airbus A340-600 anteriormente operado pela Virgin Atlantic, com mais um pedido em segunda mão. A companhia aérea também solicitou um Certificado de Operador Aéreo e planejou iniciar as operações programadas para destinos na América do Norte. Durante 2015, todas as aeronaves das companhias aéreas foram armazenadas e, em maio de 2015, os A340-600s foram vendidos para a Al Naser Airlines, uma empresa de fachada da Mahan Air.
A Hi Fly Malta foi reativada em setembro com o novo registo de um A340-300 da empresa-mãe portuguesa Hi Fly no Registo Comercial Maltês e foi adicionado um segundo A340-300 no início de 2016 que anteriormente voava para a Sri Lankan Airlines. Vários ex Airbus A340-300 da Emirates foram adicionados em 2017.
No verão de 2018, a Hi Fly se tornou a primeira companhia aérea a encomendar aeronaves Airbus A380 de segunda mão, fazendo um pedido de duas aeronaves. No outono de 2017, a Hi Fly, em um patrocínio da equipe de iates Turn the Tide on Plastic da Volvo Ocean Race, pintou um de seus A330 com uma pintura semelhante à do iate, com o lado bombordo exibindo uma pintura de oceano sujo e a estibordo lado uma libré de oceanos limpa. Em 19 de julho de 2018, seu recém-pintado Airbus A380, registrado como 9H-MIP, chegou ao Farnborough Airshow, carregando a pintura Save the Coral Reefs. O A380 da Hi-Fly teve um breve arrendamento para a Norwegian Long Haul em agosto de 2018, que operou a aeronave após problemas de motor com sua frota de Boeing 787 Dreamliner. A Norwegian alugou o A380 novamente no final de 2018 para ajudar a lidar com o acúmulo de passageiros como resultado do incidente com drones no Aeroporto de Gatwick. Em julho de 2020, após a redução no tráfego de passageiros devido à pandemia de COVID-19, o A380 foi reconfigurado para uso como transportadora de carga, com a maioria de seus assentos removidos. Em novembro de 2020, a empresa anunciou que o A380 será aposentado ao final de seu período de locação de três anos. Em 17 de dezembro de 2020, o A380 fez seu último voo para Toulouse.

## Frota

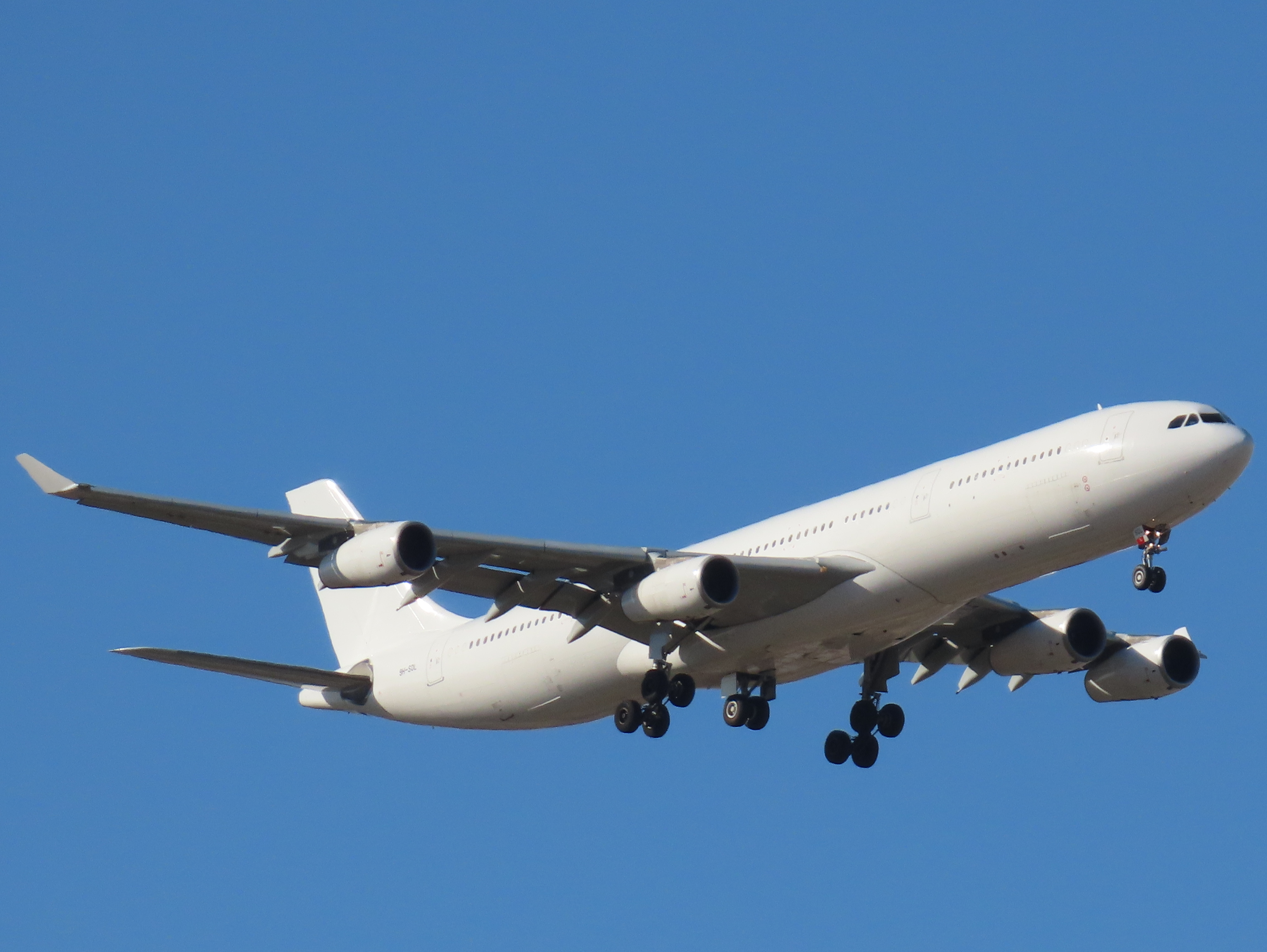
Airbus A340-300 da Hi Fly Malta

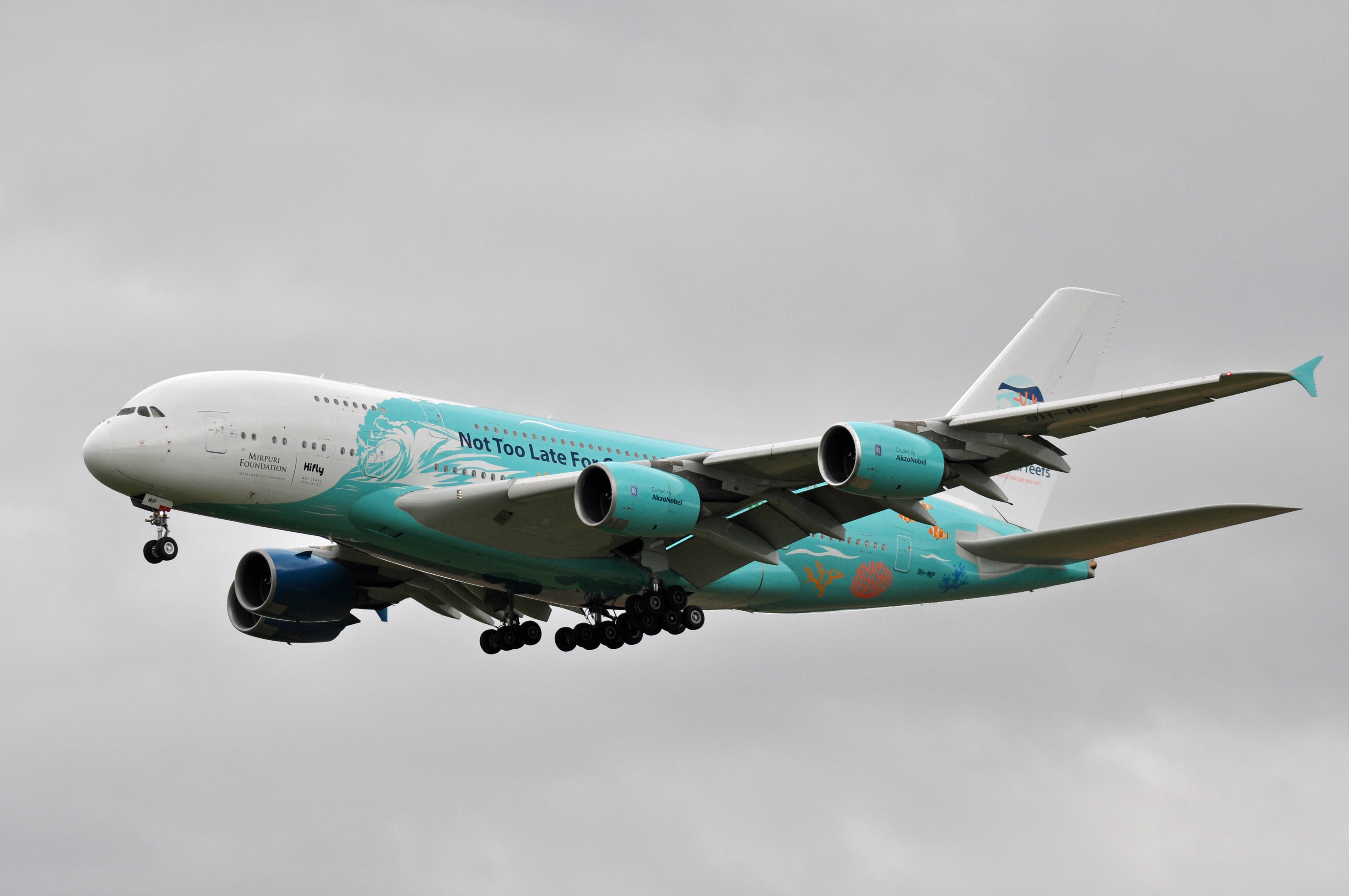
Um antigo Airbus A380-800 da Hi Fly Malta com a pintura "Save the Coral Reefs"

Em março de 2021, a frota da Hi Fly Malta consistia nas seguintes aeronaves:
| Aeronaves       | Em Serviço | Ordens | Passageiros | Notas |
| --------------- | ---------- | ------ | ----------- | ----- |
| Airbus A319-100 | 2          | –      | 144-150     |       |
| Airbus A321-200 | 1          | –      | 150         |       |
| Airbus A330-300 | 1          | –      | 220         |       |
| Airbus A330-900 | 1          | –      | 290         |       |
| Airbus A340-300 | 4          | –      | 254-267     |       |